# 出雲神西駅
出雲神西駅（いずもじんざいえき）は、島根県出雲市東神西町にある、西日本旅客鉄道（JR西日本）山陰本線の駅である。
島根県内のJRの駅としては最も新しい。

## 歴史
開業時の駅名は「神西駅」（じんざいえき）。1982年（昭和57年）の山陰本線伯耆大山 - 知井宮（現・西出雲駅）間の電化時に車両基地への用地提供の条件として開業した。
1990年（平成2年）に大社線の廃線に伴い大社駅が廃止され、出雲大社の名を冠するJRの駅が無くなったことで、「出雲地域の知名度が薄れ、観光面でのダメージも計り知れない」として出雲市と大社町が駅名変更を要望し、1993年3月に観光振興を目的として駅名を「出雲大社口駅」（いずもたいしゃぐちえき）に改称した。改称費用は1500万円で出雲市が負担した。当初は、当駅から約9 km離れた出雲大社へのバス路線やタクシーの確保を考え、出雲市とJR西日本米子支社との間でもバス路線を開設する覚書を交わしていた。しかし、当駅の乗降客数が少ないことから路線バスで年間数千万円、タクシー常駐でも年間数百万円の損失補填が必要と見込まれたため、いずれも断念された。当駅でタクシーを呼んだ場合5分で来るものの、出雲大社まで2,600円ほどかかり、出雲市駅から一畑電車を利用した場合より2,000円ほど高く掛かっていた。
1997年（平成9年）5月に東京から出雲大社へ向かった観光客からの苦情申し立てにより、同年10月9日に中国四国管区行政監察局からJR西日本に対し駅名を変更するか、それができない場合はバス路線を開設するか車内放送の徹底をするよう申し入れをされた。この申し入れは勧告ではないため、法的拘束力はなかったが、JRはこの申し入れを受け、列車の車内放送で出雲大社への最寄り駅として出雲市駅までの利用を案内するようになった。しかしその後も苦情が相次ぎ、地元住民がマイカーで送迎するというケースもあった。
その間に発案者と言われる岩國哲人市長の国会議員への転出による市長交代等の諸情勢もあり、1999年（平成11年）春に「出雲神西駅」に改称した。再改称に際して駅名に「出雲」が冠されたが、これは所在地の「出雲市」もしくは令制国名の「出雲国」を表している。このときの改称費用約2580万円のうち約1200万円を出雲市が負担した。

### 年表
- 1982年（昭和57年）7月1日：国鉄山陰本線の知井宮（現・西出雲駅） - 江南間に神西駅として新設開業[1]。旅客営業のみ[1]。
- 1987年（昭和62年）4月1日：国鉄分割民営化により、西日本旅客鉄道（JR西日本）の駅となる[1]。
- 1993年（平成5年）3月18日：出雲大社口駅に改称[2]。
- 1999年（平成11年）3月13日：出雲神西駅に改称[3][7]。
- 2006年快速アクアライナーの停車駅になる。
- 2021年快速アクアライナーの停車から外れ15年ぶりに普通のみの停車になる。

## 駅構造

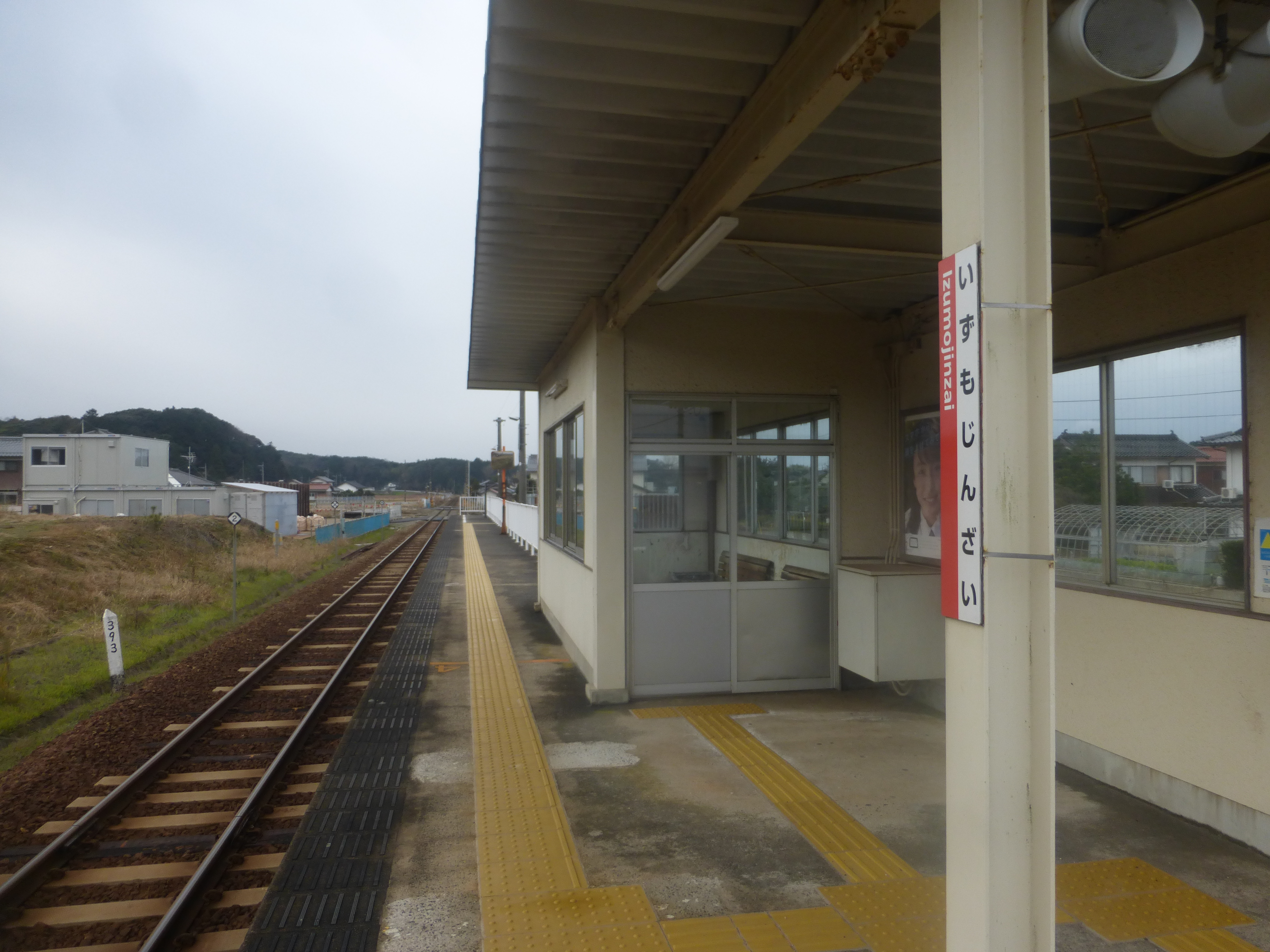
ホーム（2018年1月）

益田方面に向かって右側に単式ホーム1面1線を有する地上駅（停留所）。松江駅管理の無人駅であり、ホームの手前に駅舎があるが、待合室と公衆便所のみの機能となっている。乗車駅証明書発行機や自動券売機は設置されていない。

## 利用状況
2022年度の1日平均乗車人員は44人である。2004年度は42人、1994年度は28人、1984年度は18人だった。
近年の1日平均乗車人員は以下の通りである。
| 乗車人員推移 | 乗車人員推移 |
| 年度         | 1日平均人数  |
| ------------ | ------------ |
| 1999         | 33           |
| 2000         | 45           |
| 2001         | 48           |
| 2002         | 44           |
| 2003         | 42           |
| 2004         | 42           |
| 2005         | 33           |
| 2006         | 32           |
| 2007         | 48           |
| 2008         | 49           |
| 2009         | 44           |
| 2010         | 37           |
| 2011         | 38           |
| 2012         | 43           |
| 2013         | 50           |
| 2014         | 48           |
| 2015         | 51           |
| 2016         | 54           |
| 2017         | 56           |
| 2018         | 55           |
| 2019         | 57           |
| 2020         | 51           |
| 2021         | 49           |
| 2022         | 44           |

## 駅周辺
- 出雲市立神西小学校
- 出雲市立河南中学校
- JR西日本後藤総合車両所出雲支所 - 正門も西出雲駅より当駅のほうが近い。
- 神西湖
- 国道9号
- 国道431号
- 島根県道277号多伎江南出雲線
- 島根県道337号出雲インター線

なお、神西郵便局は江南駅付近にある。

## 隣の駅
西日本旅客鉄道（JR西日本）
 山陰本線
西出雲駅 - 出雲神西駅 - 江南駅